# Wyeomyia forattinii
Wyeomyia forattinii är en tvåvingeart som beskrevs av Clastrier 1974. Wyeomyia forattinii ingår i släktet Wyeomyia och familjen stickmyggor.
Artens utbredningsområde är Franska Guyana. Inga underarter finns listade i Catalogue of Life.